# Década de 1950 nos Estados Unidos
Esta é uma cronologia da década de 1950 nos Estados Unidos.

## 1950
- 31 de janeiro: Presidente Harry S. Truman anuncia o desenvolvimento da bomba de hidrogênio.[1][2][3][4]
- 1 de março: Preso na Grã-Bretanha, o cientista, Klaus Fuchs, é condenado a 14 anos de prisão por passar segredos atômicos para a União Soviética.[2]
- 25 de junho: Tropas norte-coreanas cruzam o paralelo 38° N e invadem a Coreia do Sul, iniciando a Guerra da Coreia.[2]
- 27 de junho: Presidente Harry S. Truman ordena que as forças aéreas e navais norte-americanas apoiam a Coreia do Sul na luta contra a Coreia do Norte.[5][6]
- 8 de julho: General Douglas MacArthur é escolhido comandante supremo das forças das Nações Unidas na Coreia.[5]
- 17 de julho: Julius e Ethel Rosenberg, acusados de ter repassado aos soviéticos informações sobre a bomba atômica, são presos.
- 1 de agosto: A ilha de Guam torna-se um território incorporado dos Estados Unidos.[5]
- 7 de outubro: Tropas dos Estados Unidos e das Nações Unidas cruzam o paralelo 38° N, invadindo a Coreia do Norte.[2][7]
- 1 de novembro: Dois nacionalistas porto-riquenhos tentam assassinar o presidente Harry S. Truman.[8][9]
- 29 de novembro: O Conselho Nacional de Igrejas (National Council of the Churches) é fundado pelos 29 protestantes norte-americanos.[10][11]
- 30 de novembro: Presidente Harry S. Truman anuncia que seu país pode utilizar a bomba atômica no conflito da Coreia.

## 1951
- 26 de fevereiro: A Vigésima-Segunda Emenda da Constituição dos Estados Unidos é ratificada e torna-se a parte da Constituição dos Estados Unidos, estabelecendo um prazo limite para o mandato do Presidente dos Estados Unidos limitado a dois períodos de quatro anos.[2][12]
- 5 de abril: Julius e Ethel Rosenberg são condenados à morte por espionagem.[7][12]
- 11 de abril: Presidente Harry S. Truman afasta o General Douglas MacArthur.[13]
- 1 de setembro: Os Estados Unidos, a Austrália e a Nova Zelândia assinam o Tratado de Segurança do Pacífico, conhecido como o Tratado ANZUS.[14]
- 8 de setembro: O tratado de paz com o Japão, também conhecido como o Tratado de San Francisco, é assinado pelas 49 nações em San Francisco, Califórnia, terminado a Segunda Guerra Mundial e a ocupação norte-americana do Japão.[2][7][14]
- 24 de outubro: Presidente Harry S. Truman declara que o estado de guerra com a Alemanha é terminado oficialmente.[14]

## 1952
- 8 de março: Um coração artificial é utilizado pela primeira vez em um ser humano, no Hospital de Pensilvânia, em Filadélfia.
- 20 de março: O Senado dos Estados Unidos ratifica o tratado de paz com o Japão, também conhecido como o Tratado de San Francisco.[1]
- 30 de março: Presidente Harry S. Truman anuncia que não irá concorrer à reeleição.[15]
- 15 de abril: Presidente Harry S. Truman assina o tratado de paz com o Japão.[16]
- 28 de abril: Entra em vigor o tratado de paz com o Japão, também conhecido como o Tratado de San Francisco.[17][18]
- 26 de maio: Os Estados Unidos, a Grã-Bretanha e a França assinam o tratado de paz com a Alemanha Ocidental.[7]
- 27 de maio: Os Estados Unidos, a Grã-Bretanha e as cinco outras nações europeias assinam o acordo, criando a Comunidade Europeia de Defesa.[19]
- 14 de junho: Inicia a construção do primeiro submarino nuclear do mundo, USS Nautilus, em Groton, Connecticut.[15][20]
- 26 de junho: O Ato de Imigração e Naturalização é aprovada pelo Congresso dos Estados Unidos.[21]
- 1 de novembro: A primeira bomba de hidrogênio é detonada pelos americanos no Atol Enewetak, nas Ilhas Marshall.
- 4 de novembro: É realizada a eleição presidencial. General Dwight D. Eisenhower é reeleito presidente dos Estados Unidos.[22]
- 16 de novembro: A Comissão de Energia Atômica dos Estados Unidos (United States Atomic Energy Commission) anuncia que a bomba de hidrogênio está pronta para ser usada.[15]

## 1953
- 20 de janeiro: Dwight D. Eisenhower toma posse como o 34° presidente dos Estados Unidos.[1][23][24]
- 1 de abril: O Departamento de Saúde, Educação e Bem-Estar (Department of Health, Education and Welfare) é criado pelo Congresso dos Estados Unidos.[25][26]
- 12 de maio: Um tornado atinge as cidades de Waco, Texas, matando 124 pessoas.[27]
- 19 de junho: Julius e Ethel Rosenberg, acusados de ter repassado aos soviéticos informações sobre a bomba atômica, são executados na prisão de Sing Sing, em Ossining, Nova Iorque.[7][12][25][27]
- 27 de julho: A Coreia do Norte, a Coreia do Sul, os Estados Unidos e a China assinam um armistício em Panmunjon, terminado a Guerra da Coreia.[25][27][28]
- 8 de agosto: Os Estados Unidos e a Coreia do Sul assinam o pacto de defesa mútua.[29]
- 26 de dezembro: Os Estados Unidos anunciam a retirada das duas divisões de infantaria da Península da Coreia.[30]

## 1954
- 21 de janeiro: O primeiro submarino nuclear do mundo, USS Nautilus, é lançado ao mar em Groton, Connecticut.[31]
- 1 de março: A bomba de hidrogênio é explodida durante o teste nas Ilhas Marshall.[1] Quatro nacionalistas porto-riquenhos abrem fogo contra os membros do Congresso norte-americano no Capitólio dos Estados Unidos, deixando cinco senadores feridos.[25][32]
- 1 de abril: Presidente Dwight D. Eisenhower autoriza a criação da Academia da Força Aérea dos Estados Unidos (United States Air Force Academy) em Colorado Springs, no estado do Colorado.[25][33]
- 17 de maio: A Suprema Corte dos Estados Unidos declara ser ilegal a discriminação racial em escolas públicas.[34][35]
- 30 de agosto: A Lei de Energia Atômica (Atomic Energy Act of 1954) é assinada pelo presidente Dwight D. Eisenhower, autorizando a troca de informações sobre o uso pacífico de energia atômica com outros países.
- 21 de outubro: Três cientistas norte-americanos recebem os Prêmios Nobel da  Medicina e da Física.[36]
- 28 de outubro: Ernest Hemingway recebe o Prêmio Nobel da Literatura.[37]
- 8 de setembro: A Organização do Tratado do Sudeste Asiático é criada pelos Estados Unidos e pelas sete outras nações.[38]
- 30 de setembro: O primeiro submarino nuclear, USS Nautilus, entra em operações em Groton, Connecticut.[36]
- 2 de dezembro: O Tratado de Defesa Mútua é assinado pelos Estados Unidos e pela República da China, também conhecida como Taiwan.[39]

## 1955
- 2 de março: Presidente Dwight D. Eisenhower assina a lei, aumentando o salário do vice-presidente de 30 mil dólares para 35 mil dólares, dos senadores de 15 mil dólares para 22.500 dólares, de chefe de justiça da Suprema Corte dos Estados Unidos de 25.500 dólares para 35 mil, e dos juízes associados de 25 mil dólares para 35 mil dólares.[40]
- 1 de abril: O Senado dos Estados Unidos ratifica os tratados, terminado a ocupação da Alemanha Ocidental.[41]
- 21 de abril: Termina a ocupação norte-americana da Alemanha.[42]
- 31 de maio: A Suprema Corte dos Estados Unidos determina aos Estados o fim da segregação racial.[35][43]
- 25 de junho: Presidente Dwight D. Eisenhower assina o tratado de paz com a Áustria.[41]
- 5 de dezembro: A Federação Americana do Trabalho e o Congresso de Organizações Industriais anunciam fusão com a maior central operária, a AFL-CIO (American Federation of Labor and Congress of Industrial Organizations).[44]

## 1956
- 6 de fevereiro: Acontece uma manifestação contra a entrada do primeiro estudante negro na Universidade do Alabama.
- 29 de fevereiro: Presidente Dwight D. Eisenhower anuncia que concorrerá à reeleição.
- 22 de março: Dr. Martin Luther King Jr é considerado culpado dos boicotes ao serviço de ônibus de Montgomery, Alabama.[45]
- 30 de junho: Dois aviões norte-americanos colidem sobre o Grand Canyon, matando 128 pessoas.[46]
- 30 de julho: Presidente Dwight D. Eisenhower assina uma resolução do Congresso dos Estados Unidos autorizando o uso da frase In God We Trust como a lema nacional do país.[47]
- 2 de agosto: Morre o soldado sobrevivente mais velho da União da Guerra Civil Americana, Albert Woolson, aos 109 anos, em Duluth, Minnesota.[30]
- 22 de agosto: A Convenção do Partido Republicano, realizada em San Francisco, escolhe novamente o presidente Dwight D. Eisenhower e vice Richard Nixon.[48]
- 6 de novembro: É realizada a eleição presidencial. Dwight D. Eisenhower é reeleito Presidente dos Estados Unidos, derrotando Adlai Stevenson.[49][50][51]
- 13 de novembro: A Suprema Corte dos Estados Unidos declara inconstituicional a segregação racial nos ônibus de Montgomery, Alabama.[51]

## 1957
- 21 de janeiro: Presidente Dwight D. Eisenhower começa seu segundo mandato.
- 7 de março: A Doutrina Eisenhower é aprovada pelo Congresso dos Estados Unidos.[49][52]
- 29 de abril: O Congresso dos Estados Unidos promulga a Lei de Direitos Civis de 1957 (Civil Rights Act of 1957).[53]
- 25 de junho: A Igreja Unida de Cristo (United Church of Christ) é fundada pela união de duas denominações, a Igreja Reformada e Evangélica (Evangelical and Reformed Church) e as Igrejas Cristãs Congregacionais (Congregational Christian Churches).[54]
- 27 a 28 de junho: Um furacão Audrey atinge o Texas e a Louisiana, deixando 531 mortos ou desaparecidos.[6][49]
- 29 de julho: A Agência Internacional de Energia Atômica (International Atomic Energy Agency) é criada.[55]
- 9 de setembro: O Congresso dos Estados Unidos aprova a Lei de Direitos Civis de 1957.[7][56]

## 1958
- 31 de janeiro: O primeiro satélite artificial norte-americano, Explorer I, é lançado ao espaço.[4][57]
- 28 de abril: Iniciam os testes nucleares no atol Enewetak, nas Ilhas Marshall.[58]
- 15 de julho: Tropas norte-americanas invadem o Líbano.
- 29 de julho: Presidente Dwight D. Eisenhower assina a lei, que cria a NASA (National Aeronautics and Space Administration), responsável pela pesquisa e desenvolvimento de tecnologias e programas de exploração espacial.[55][59]
- 3 de agosto: O submarino nuclear norte-americano USS Nautilus torna-se o primeiro a cruzar o Pólo Norte.[59][60]
- 29 de agosto: A Suprema Corte dos Estados Unidos declara ilegal qualquer tipo de segregação nas escolas do país.
- 2 de setembro: Presidente Dwight D. Eisenhower assina a Lei da Educação pela Defesa dos Estados Unidos (National Defense Education Act).[61]
- 11 de outubro: A primeira nave espacial, a Pioneer 1, é lançada pela NASA.[62]
- 26 de outubro: A Pan American World Airways começa a operar com Boeings 707 no trajeto Nova Iorque-Paris.[62][63]
- 9 de dezembro: A John Birch Society, uma organização anti-comunista, é fundada por Robert W. Welch Jr, em Indianápolis, Indiana.[64]
- 18 de dezembro: O primeiro satélite de comunicação SCORE é lançado.[65]

## 1959
- 3 de janeiro: O Alasca é admitido à União, tornando-se o 49° Estado norte-americano.[7][58][63]
- 7 de janeiro: Os Estados Unidos reconhecem o novo governo cubano de Fidel Castro.[63]
- 3 de março: O primeiro satélite norte-americano em órbita em torno do Sol é lançado.
- 9 de abril: Sete pilotos militares são escolhidos pela NASA e tornam-se os primeiros astronautas norte-americanos.
- 4 de julho: Após a admissão do Alasca como o 49° Estado norte-americano, a 49ª estrela da Bandeira dos Estados Unidos é adotada.
- 23 de julho: Vice-presidente Richard Nixon começa uma visita à União Soviética.[63]
- 21 de agosto: O Havaí é admitido à União, tornando-se o 50° Estado norte-americano.[58][63]
- 1 de dezembro: O Tratado da Antártida é assinado pelos doze países, incluindo os Estados Unidos e a União Soviética em Washington, DC.[66]
- 31 de dezembro: O primeiro submarino de mísseis balísticos norte-americano, o USS George Washington (SSBN-598), é comissionado.[66]